# 最上工路
最上 工路（もがみ こうじ、1985年11月1日 - ）は、日本の漫画家。男性。神奈川県伊勢原市出身。血液型はA型。
デビュー作は『今日から使える薬学的お世話(2022年)』。最中 工路のペンネームで成人漫画も執筆している。妻は同じく漫画家の聖橋蘭。

## 経歴
漫画家を目指したのは中学生の頃。「うしおととら」「からくりサーカス」に感動したのがきっかけだった。
- 2008年[要出典]昭和薬科大学卒業、薬剤師免許を取得[2]。
- 2010年[要出典]千葉大学 大学院医学薬学府 修士課程修了。神奈川県庁職員に[2]。
- 2021年KADOKAWA『ドラドラしゃーぷ♯』にて『今日から使える薬学的お世話』を連載開始[3]
- 2022年[要出典]専業漫画家として独立[2]。
- 2023年プレステージ出版にて、『ホントのカノジョ』連載開始（成年向け漫画、最中工路名義、妻・聖橋蘭との共著）。講談社『ヤンマガWeb』にて『異世界らくらくサバイバル〜生存スキル強者の俺が美少女4人と暮らす無人島生活〜』連載開始（妻と・聖橋蘭と共に作画担当。原作：絢乃）[4]。
- 2024年ジーオーティー＆コミチ『COMIC MeDu』にて『猫系彼女』連載開始（原作：聖橋蘭）。

## 人物
- 「手塚治虫が医師免許を持つ漫画家なら、私は薬剤師免許を持つ漫画家になろう」という気持ちがあった[2][3]。
- 薬剤師志望の学生に自分の将来を「薬剤師だから○○しなければならない」と固定観念に押し込める必要はないと話す[2]。
- 神奈川県庁職員として、環境衛生、食品衛生、食品添加物検査などに従事しながら、夢であった漫画家を目指して、10年以上の下積み活動を続けた経験を持つ[2]。
- クレーンゲームが趣味。景品として獲得したちいかわホットサンドメーカーのX（Twitter）の投稿には5.7万件以上のいいねが寄せられた。[5]
- Twitterにて連載をしている短編連載漫画や1ページ漫画が度々ニュース記事として取り上げられる。[6][7]
- ライブドアブログでは「ボロボロの女の子が幸せになるまで」としてTwitterで連載していた完結作品がまとめられている。[8]
- アダルト作品は「もなかあん」のタイトルでまとめられ、更新が続けられている。[9]

## 作品リスト

### 連載
- 今日から使える薬学的お世話（『ドラドラしゃーぷ♯』2021年4月 - 2022年11月）
- ホントのカノジョ（『PRESTIGE COMIC』2023年1月 - 連載中） - 最中工路名義。
- 異世界らくらくサバイバル〜生存スキル強者の俺が美少女四人と暮らす無人島生活〜（原作：絢乃、『ヤンマガWeb』2023年3月 - 連載中）[10] - 聖橋蘭と共著。
- 猫系彼女（原作：聖橋蘭、『COMIC MeDu』2024年9月 - 連載中）[11]

### 読み切り
- しょくてんエルフDAYS（『ヤンマガWeb』2023年3月23日[12]）
- カップメンズスレッド（『ヤンマガWeb』2023年4月27日[13]）
- お礼はとても刺激的で…（原作：Qruppo、『抜きゲーみたいな島に住んでる貧乳はどうすりゃいいですか？ コミックアンソロジー』2023年[14]） - 『抜きゲーみたいな島に住んでる貧乳はどうすりゃいいですか？』のアンソロジー寄稿作品。

### 書籍
- 『今日から使える薬学的お世話』、KADOKAWA〈ドラゴンコミックスエイジ〉2021年 - 2023年、全3巻
  1. 2021年11月9日発売[15]、ISBN 978-4-04-074313-4
  2. 2022年6月9日発売[16]、ISBN 978-4-04-074525-1
  3. 2023年2月9日発売[17]、ISBN 978-4-04-074868-9
- 『異世界らくらくサバイバル〜生存スキル強者の俺が美少女四人と暮らす無人島生活〜』、講談社〈ヤンマガKCスペシャル〉2023年 - 、既刊6巻（2025年7月18日現在）
  1. 2023年7月20日発売[18][19]、ISBN 978-4-06-532380-9
  2. 2023年12月20日発売[20]、ISBN 978-4-06-534072-1
  3. 2024年5月20日発売[21]、ISBN 978-4-06-535609-8
  4. 2024年10月18日発売[22]、ISBN 978-4-06-537302-6
  5. 2025年3月18日発売[23]、ISBN 978-4-06-538932-4
  6. 2025年7月18日発売[24]、ISBN 978-4-06-540200-9